# Mistrzostwa Świata w Zapasach 2012
Mistrzostwa Świata w Zapasach 2012 odbyły się w dniach 27–29 września 2012 roku w Strathcona County, w prowincji Alberta (Kanada). Startowały tylko kobiety.

## Tabela medalowa
| Lp. | Państwo           |   |   |   | Razem |
| --- | ----------------- | - | - | - | ----- |
| 1   | Stany Zjednoczone | 2 | 1 | 1 | 4     |
| 2   | Chiny             | 1 | 1 | 4 | 6     |
| 3   | Białoruś          | 1 | 1 | 1 | 3     |
| 3   | Japonia           | 1 | 1 | 1 | 3     |
| 3   | Kanada            | 1 | 1 | 1 | 3     |
| 6   | Szwecja           | 1 | 0 | 0 | 1     |
| 7   | Bułgaria          | 0 | 1 | 0 | 1     |
| 7   | Kazachstan        | 0 | 1 | 0 | 1     |
| 9   | Indie             | 0 | 0 | 2 | 1     |
| 10  | Grecja            | 0 | 0 | 1 | 1     |
| 10  | Mongolia          | 0 | 0 | 1 | 1     |
| 10  | Niemcy            | 0 | 0 | 1 | 1     |
| 10  | Wielka Brytania   | 0 | 0 | 1 | 1     |

## Ranking drużynowy
| Pozycja | Kobiety styl wolny | Kobiety styl wolny |
| Pozycja | Drużyna            | Punkty             |
| ------- | ------------------ | ------------------ |
| 1       | Chiny              | 54                 |
| 2       | Japonia            | 43                 |
| 3       | Stany Zjednoczone  | 40                 |
| 4       | Kanada             | 35                 |
| 5       | Kazachstan         | 31                 |
| 6       | Białoruś           | 28                 |
| 7       | Indie              | 28                 |
| 8       | Azerbejdżan        | 22                 |
| 9       | Ukraina            | 18                 |
| 10      | Rosja              | 16                 |

## Kobiety

### Styl wolny
| Konkurencja |                    |                      |                        |
| ----------- | ------------------ | -------------------- | ---------------------- |
| 48 kg       | Wanesa Kaładzinska | Eri Tōsaka           | Jaqueline Schellin     |
| 48 kg       | Wanesa Kaładzinska | Eri Tōsaka           | Li Xiaomei             |
| 51 kg       | Jessica MacDonald  | Sun Yanan            | Babita Kumari          |
| 51 kg       | Jessica MacDonald  | Sun Yanan            | Alyssa Lampe           |
| 55 kg       | Saori Yoshida      | Helen Maroulis       | Geeta Phogat           |
| 55 kg       | Saori Yoshida      | Helen Maroulis       | Maria Prewolaraki      |
| 59 kg       | Zhang Lan          | Zalina Sidakowa      | Tungalagijn Mönchtujaa |
| 59 kg       | Zhang Lan          | Zalina Sidakowa      | Olga Butkevych         |
| 63 kg       | Elena Pirozhkova   | Tajbe Jusein Mustafa | Xi Luozhuoma           |
| 63 kg       | Elena Pirozhkova   | Tajbe Jusein Mustafa | Justine Bouchard       |
| 67 kg       | Adeline Gray       | Dorothy Yeats        | Hong Yan               |
| 67 kg       | Adeline Gray       | Dorothy Yeats        | Yoshiko Inoue          |
| 72 kg       | Jenny Fransson     | Giuzel Maniurowa     | Wasilisa Marzaluk      |
| 72 kg       | Jenny Fransson     | Giuzel Maniurowa     | Xu Qing                |